# Багва Гранде
Багва Гранде (шп. Bagua Grande) је главни град перуанске провинције Уткубамба региона Амазонас. Налази се на северу државе на надморској висини од 440m. Према процени из 2010. године у граду је живело 36.584 житеља, што је више од 1/3 становника провинције.
Багва Гранде је важан економски центар Амазонаса. Почетком 1960-их многи имигранти су се доселили у овај град. Поред прихода од џунгле, мештани се углавном баве пољопривредом и трговином. Топли климатски услови дају висок квалитет пиринчу, кафи и кукурузу.